# Santa Eulària des Riu
Santa Eulària des Riu (Spaans: Santa Eulalia del Río) is een gemeente in de Spaanse provincie en regio Balearen op het eiland Ibiza, op 15 km van Ibiza-stad. Ze is genoemd naar de heilige Eulalia van Mérida, des riu is een verwijzing naar de rivier.
De gemeente aan de oostkust heeft een oppervlakte van 154 km² en telt 36.119  40.038 inwoners in (1 januari 2016). Het is qua bevolkingsaantal de tweede grootste gemeente van het eiland, na Ibiza-stad. Santa Eulària des Riu bestaat uit vijf parochies: de stad Santa Eulària, Sant Carles de Peralta, Santa Gertrudis de Fruitera, Jesús en Es Puig d’en Valls  
De enige rivier van de Balearen, de 11 km lange Santa Eulària, stroomt in het westen van de stad in zee. Ernaast ligt een wandelpad en twee bruggen, waaronder Pont Vell, overspannen de rivier.  
In het oosten van de stadskern ligt de jachthaven Marina Santa Eulalia , ernaast een wandelpromenade en kade met restaurants. Het gemeentehuis bevindt zich aan Plaza España ten einde van Passeig de s'Alamera, een wandelboulevard met fonteinen en palmbomen. De 52 meter hoge heuvel Puig de Missa torent boven de stad uit. De zestiende-eeuwse kerk La Iglesia del Puig de Missa en het Museo Etnográfico de Ibiza, het etnografisch museum in Casa Ros zijn de bezienswaardigheden hier.     

## Demografische ontwikkeling

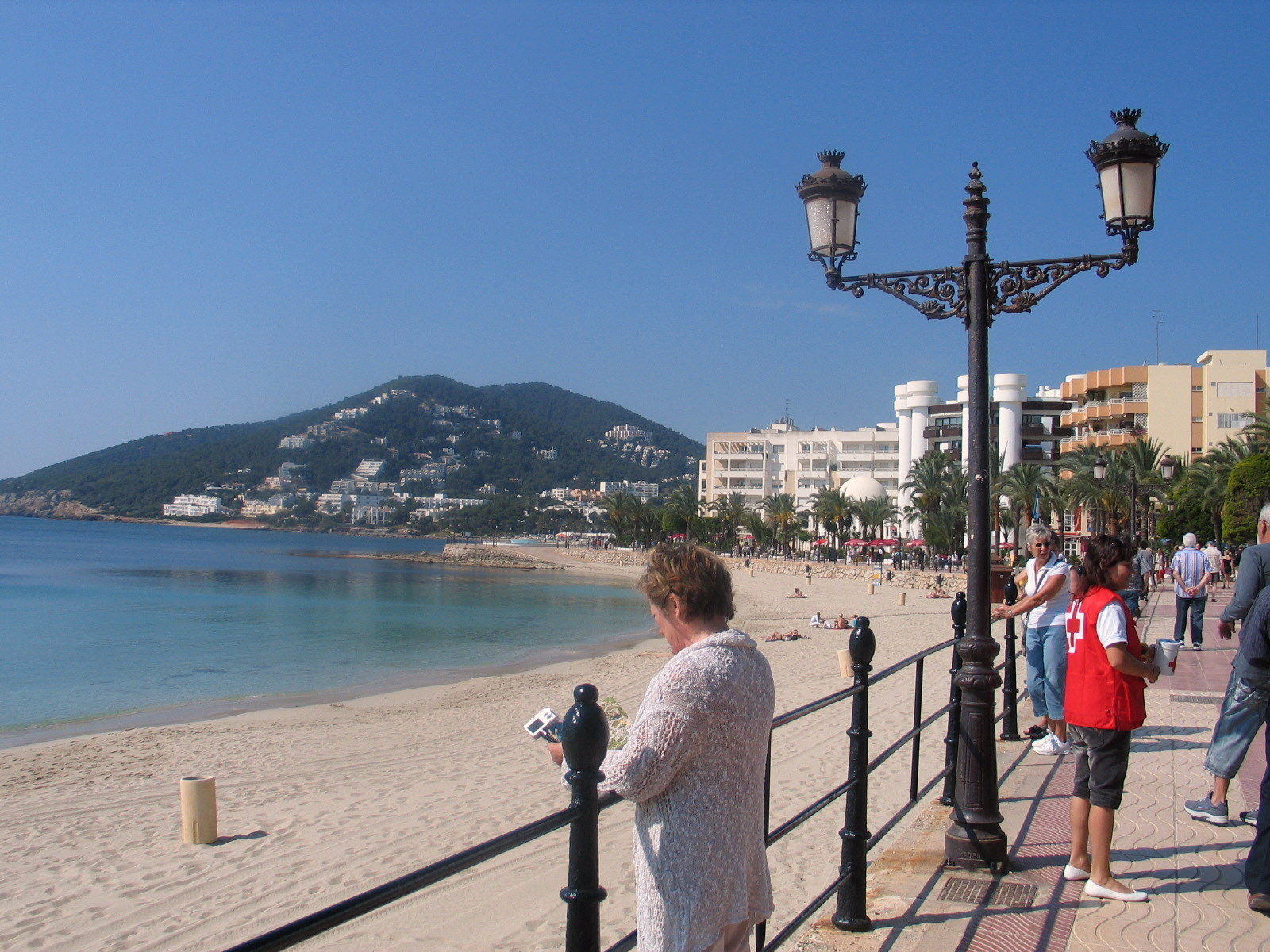
Santa Eulària des Riu

Bron: INE; 1857-2011: volkstellingen
Ibiza-stad · Sant Antoni de Portmany · Sant Joan de Labritja · Sant Josep de sa Talaia · Santa Eulària des Riu
1. ↑  Marina Santa Eulalia.